# خاوی الونسو
خاوی الونسو (انگلیسی: Javi Alonso؛ زادهٔ ۱ اوت ۱۹۹۸) بازیکن فوتبال اهل اسپانیا است.
از باشگاه‌هایی که در آن بازی کرده‌است می‌توان به باشگاه ورزشی تنریف اشاره کرد.